# Деніел Спрул
Денієл Спрул (англ. Daniel Sproule, 25 січня 1974) — австралійський хокеїст на траві.
Бронзовий призер Олімпійських Ігор 1996, 2000 років.
Переможець Ігор Співдружності 1998 року.
Переможець Трофею чемпіонів 1999 року.